# 小方仙之助
小方 仙之助（おがた せんのすけ、嘉永6年12月26日〈1854年1月24日〉 - 昭和17年〈1942年〉9月22日）は、日本のメソジスト派の宣教師。青山学院の院長も務めた。

## 略歴
明治6年（1873年）に20歳でアメリカに留学し、洗礼を受ける。明治18年（1885年）にデポー大学卒業。その後、米国メソジスト監督教会本部から日本への宣教活動を命じられ、日本へと帰国。
帰国後は、東京英和学校（青山学院の前身）で英語を教え、明治22年（1889年）に同校の校主となる。明治23年（1890年）には日本美以教会銀座教会の初代牧師に就任し、明治36年（1903年）まで務める。
その後は、東京や名古屋連回区などの長老司を歴任。明治40年（1907年）、青山学院の本多庸一院長の後を受け院長代理を務め、明治42年（1909年）に第3代青山学院院長に就任。院長退任後は、日本メソジスト教会東京部長として伝道に専念するという人生を送った。

## 人物
- 「温厚、和平、才学を衒わず君子の風あり」と評される人柄だったと伝えられる。それは、院長としての報酬を受け取らなかったということからもうかがえる[要出典]。
- また、家が貧しく学校へ通えない若者に対しては仕事の世話したり、奨学金制度を整えるなど、キリスト教に基づく奉仕の精神によって活動した。

## 栄典
- 1892年（明治25年）11月4日 - 日本赤十字社社員章[1]

## 著書

### 単著
- 『罪とは何ぞや』基督教書類会社、1898年10月。

### 編集
- 安藤太郎『在布哇受洗之始末』美以出版、1890年6月。NDLJP:824470。
- 安藤太郎『在布哇受洗之始末』メソヂスト出版舎、1895年3月。NDLJP:824471。
- 『本多庸一先生逝去記念』小方仙之助、1912年6月。

### 翻訳
- ジョイス『漁舟の基督』教文館、1897年6月。

### 校閲
- 飯塚栄太郎 訳『ニューナショナル第三リードル独案内』欧文館、1887年11月。NDLJP:870988。
- 蒲生俊 訳『ニューナショナル第四リードル直訳』辻本九兵衛、1888年1月。NDLJP:871007。

### 共編
- ジェーシー・デビソン 著、小方仙之助、山田寅之助 編『譜附基督教聖歌集』教文館、1895年7月。
  - ジェーシー・デビソン 著、小方仙之助・山田寅之助 編『譜附基督教聖歌集』（改正増補版）メソヂスト出版舎、1895年7月。
  - ジェーシー・デビソン 著、小方仙之助・山田寅之助 編『譜附基督教聖歌集』手代木俊一監修（復刻版）、大空社〈明治期讃美歌・聖歌集成 第16巻〉、1996年12月。ISBN 9784756802330。

### 共訳
- マクレー夫人 著、小方仙之助・佐々木三郎 訳『美以教会史』 巻之1（欧羅巴之部）、メソヂスト出版舎、1892年12月。NDLJP:825164。